# Bild
Bild, ook wel Bild-Zeitung genoemd, door het blad zelf als BILD geschreven, is een Duits dagblad dat in 1952 door Axel Springer werd opgericht.
Het blad maakt deel uit van het Hamburgse Axel-Springer-Verlag. Het is de grootste krant van Duitsland en was dat ook lange tijd van Europa. Bild is een boulevardblad. Het richt zich niet op het politieke en wereldnieuws maar op nieuws waarin de lezers geacht worden geïnteresseerd te zijn. Kenmerkend voor de krant zijn de grote koppen die op de emoties van de lezers in spelen en de in verhouding korte artikelen. Een ander kenmerk is het gebruik van een vraagstelling in de kop. De krant wekt daarmee een bepaalde indruk bij de lezer die niet altijd door het artikel wordt bevestigd.
Net als The Sun in het Verenigd Koninkrijk heeft Bild een grote politieke invloed.

## Externe link

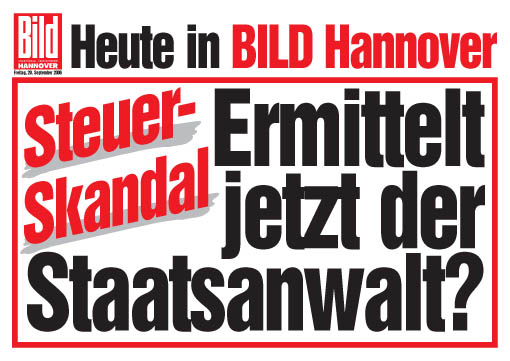
Voorbeeld van straatreclame voor Bild